# Salah Larbès
Salah Larbès (16. září 1952, Alžír – 26. února 2024, Tizi Ouzou) byl alžírský fotbalista, záložník.

## Fotbalová kariéra
Byl členem alžírské reprezentace na Mistrovství světa ve fotbale 1982, nastoupil ve 2 utkáních. Za reprezentaci Alžírska nastoupil v letech 1974-1982 celkem v 28 utkáních. Startoval za Alžírsko na Africkém poháru národů 1980  a 1982 a na LOH 1980 v Moskvě, kde nastoupil ve 4 utkáních. Na klubové úrovni hrál za JS Kabylie. Vyhrál osmkrát alžírskou fotbalovou ligu.